# Saint-Firmin (Saona e Loira)
Saint-Firmin è un comune francese di 785 abitanti situato nel dipartimento della Saona e Loira nella regione della Borgogna-Franca Contea.

## Storia

### Simboli
Lo stemma comunale è stato adottato alla fine del 2013. L'incudine rappresenta la fucina che nel XVI secolo esisteva a Bouvier, frazione del comune di Saint-Firmin, dove si producevano ceramiche e ferri di cavallo.
La pietra eretta rappresenta il granito: nel XIX secolo erano attive cave che fornivano pietre tagliate per la costruzione e la decorazione degli edifici. Queste pietre erette, forate in due o tre punti, sono caratteristiche del paesaggio di Saint-Firmin dove delimitano i pascoli o antichi confini oggi spesso abbandonati.

## Società

### Evoluzione demografica
Abitanti censiti